# چراغ‌آباد (کنارک)
چراغ‌آباد، روستایی در دهستان بانسنت بخش مرکزی شهرستان کنارک در استان سیستان و بلوچستان ایران است.

## جمعیت
بر پایه سرشماری عمومی نفوس و مسکن در سال ۱۳۹۵، جمعیت این روستا برابر با ۸۴۳ نفر (۲۵۱ خانوار) بوده‌است.